# Porta Carbone
Porta Carbone o porta dei Legni era una storica porta di Palermo.

## Storia
La porta, attualmente scomparsa, si trovava all'imbocco dell'odierno porticciolo della Cala. Fu edificata nel XVI secolo in stile neoclassico, rinnovata e perfezionata nel 1778, pretore Antonino La Grua, marchese di Regalmici, acquisendo un aspetto barocco. La porta venne distrutta, insieme a tutte quelle commerciali che si affacciavano sulla Cala alla fine del XIX secolo (1875c.).
Nelle adiacenze era la Porta della Calcina prossima alla fonderia.